# Natalia Smirnitskaya
Natalia Smirnitskaya (Unión Soviética, 8 de septiembre de 1927-2004) fue una atleta soviética especializada en la prueba de lanzamiento de jabalina, en la que consiguió ser campeona europea en 1950.

## Carrera deportiva
En el Campeonato Europeo de Atletismo de 1950 ganó la medalla de oro en el lanzamiento de jabalina, llegando hasta los 47.55 metros que fue récord de los campeonatos, por delante de la austriaca Herma Bauma (plata con 43.87 metros) y la también soviética Galina Zybina (bronce con 42.75 metros).